# Nu visslar vi ett slag
Nu visslar vi ett slag är en sång från Disneyfilmen Snövit och de sju dvärgarna. Sången är ursprungligen skriven på engelska av Larry Morey och Frank Churchill och heter "Whistle while you work", medan Lennart Reuterskiöld  skrivit text på svenska.